# Discoglossus montalentii
Espèce
Statut de conservation UICN

 NT  : Quasi menacé
Discoglossus montalentii, le Discoglosse de Montalent, est une espèce d'amphibiens de la famille des Alytidae.

## Répartition

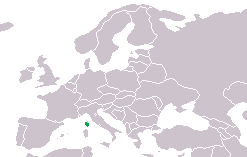
Distribution

Cette espèce est endémique de Corse. Elle se rencontre de 300 à 1 900 m d'altitude.

## Description
Se nourrissant de petits invertébrés terrestres et aquatiques, le Discoglosse de Montalent est principalement actif la nuit où il fréquente les abords des ruisseaux. La femelle pond ses œufs dans l'eau et les têtards vont s'y développer jusqu'à la métamorphose. Les jeunes ne se reproduisent à leur tour qu'à partir de 3 ans.

## Publication originale
- Lanza, Nascetti, Capula & Bullini, 1984 : Genetic relationships among west Mediterranean Discoglossus with the description of a new species (Amphibia Salientia Discoglossidae). Monitore Zoologico Italiano, vol. 18, no 2, p. 133-152.